# Pulpotomie
Ne doit pas être confondu avec Pulpectomie.

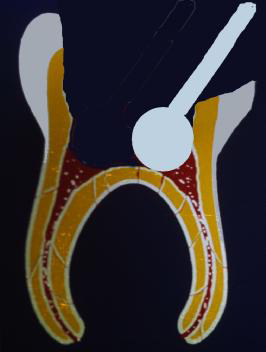
Schéma d'une pulpotomie réalisé avec une fraise boule de gros diamètre

La pulpotomie est l'éviction de la pulpe dentaire camérale (la pulpe contenue dans la chambre pulpaire, dans la couronne).  
La dent n'est donc pas totalement dévitalisée : il reste la pulpe radiculaire (contenue dans les canaux de la racine). Le chirurgien-dentiste obture ensuite la chambre pulpaire avec un matériau de temporisation adéquat, généralement à base d'eugénate (eugénol - oxyde de zinc = IRM) en ayant le plus souvent foulé les entrées canalaires avec de l'hydroxyde de calcium ou une boulette de coton.  
Elle est réalisée le plus souvent dans le traitement d'urgence d'une pulpite irréversible dans le but de soulager en réduisant la surpression intrapulpaire lorsque l’organisation du cabinet ne se prête pas directement à la réalisation d'une pulpectomie. Le praticien réalisera alors le traitement endodontique dans une séance ultérieure.  
Elle peut être réalisé de manière définitive sur dents temporaires (dents de lait) ou provisoire sur dent permanente immature (le temps que l'édification radiculaire se termine).  
Elle peut être également partielle (ablation d'une partie de la pulpe) si elle est réalisée après un fracture coronaire avec exposition pulpaire de petite étendue (dans un délai d'exposition inférieur à 7 jours) à la suite d'un traumatisme ou lors d'une exposition pulpaire réalisée de manière iatrogène. 
Il existe deux types de pulpotomie sur dent temporaire :
- la pulpotomie vitale ;
- la pulpotomie de fixation.

la première est considérée comme un coiffage en espérant préserver la vitalité pulpaire et la deuxième vise à fixer la pulpe dans un état cliniquement satisfaisant